# Rafael Clavero Prados
Rafael Clavero Prados (Còrdova, 10 de gener de 1977) és un exfutbolista andalús, que ocupava la posició de defensa.

## Trajectòria
Després de sobresortir en el Montilla i el Córdoba CF, el 1999 fitxa pel Mérida, de Segona Divisió, on juga 11 partits. La 00/01 la passa entre el Reial Madrid B i el CD Numancia, que el fa debutar en primera divisió, sumant només cinc partits, tot acabant cuers els sorians.
L'estiu del 2001 fitxa pel Reial Múrcia CF, on es fa un lloc en l'onze titular, tot aconseguint l'ascens a la màxima categoria el 2003. A primera divisió, Clavero juga 24 partits amb els murcians. Tot i que el seu equip perd la categoria, la temporada 04/05 el defensa s'incorpora al CA Osasuna, on juga dos anys més a Primera, de suplent en la majoria de casos, però.
L'estiu del 2006 fitxa pel CD Tenerife. Al club canari és titular de nou i assoleix un altre ascens a primera divisió, al final de la temporada 08/09. Eixe darrer any ja havia perdut la titularitat i a la campanya següent marxa al FC Cartagena, també de Segona Divisió.